# 快傑黒頭巾 (1966年のテレビドラマ)
『快傑黒頭巾』（かいけつくろずきん）は、1966年1月10日から同年4月3日までフジテレビ系列で放送された時代劇である。高垣眸原作の同名小説が原作。
放送時間（JST）は、開始当初は月曜19時30分 - 20時00分だったが、『ウルトラQ』（TBS系列）の影響で人気が激減したアニメ『W3』と枠交換を行うため、わずか1ヶ月で日曜19時00分 - 19時30分に代わった。

## 出演者
- 快傑黒頭巾：加島潤
- 桐山明子
- 金子光伸
- 天津敏
- 里見たかし
- 小林重四郎

## スタッフ
- 原作：高垣眸
- 脚本：伊上勝ほか
- 監督：船床定男ほか

## 参考資料
- テレビドラマデータベース